# 김대원 (1997년)
김대원(金大元, 1997년 2월 10일 ~ )는 대한민국의 축구 선수로, 포지션은 왼쪽 윙어, 센터포워드, 오른쪽 윙어이며 현재 강원 FC에서 김천 상무로 군 복무 하고있다.

## 구단 경력
보인고등학교 축구부에서 활약했으며, 2015년 초 러시아에서 열린 국제 축구대회에 대한민국 U-20으로 발탁되어 참가하였고, 대회 MVP를 수상하기에 이렀다. 2015년 11월 베트남 U-21 친선 대회에도 대한민국 U-23 대표팀으로 참가하였으며, 팀의 결승행을 이끌었다.
김대원은 대학에 진학하지 않고, 바로 프로에 뛰어들었다. 2016 시즌을 앞두고 대구 FC에 입단하였다. 물론 입단 초기에는 주로 R리그에서 뛰었으며 2016년 FC 안양과의 프로 데뷔전에서 K리그 첫 골을 신고했고 이후 16경기에서 1득점에 1어시스트를 기록했다. 프로 2년차인 2018 시즌에서는 23경기에 출장해 3득점에 5어시스트를 기록했고 특히 울산 현대와의 FA컵 결승 2차전에서 선제골을 기록하며 팀의 창단 첫 FA컵 우승에 기여했다.
2021년 1월 15일 K리그1 강원 FC에 이적하였다.

## 국가대표팀 경력
2015년 1월, 발렌틴 그라나트킨 U-18 친선대회에 참여하는 대한민국 U-20 축구 국가대표팀에 차출되며 처음 국가대표팀과 인연을 맺었다.
2020년 AFC U-23 챔피언십 예선 경기에 참여했으며 본선 명단에도 포함되었다. 본선에서는 조별리그 1차전인 중국전과 2차전인 이란전, 8강 요르단전에 출전했다. 준결승전인 호주와의 경기에서도 선취골을 만들며 팀의 2-0 승리에 기여했다.

## 수상

### 팀
- FA컵 우승: 2018
- AFC U-23 챔피언십 우승: 2020

### 개인
- K리그1 베스트 11: 2022